# Liste der Bodendenkmale in Göda
In der Liste der Bodendenkmale in Göda sind die Bodendenkmale der Stadt Göda und ihrer Ortsteile nach dem Stand der Auflistung von Harald Quietzsch und Heinz Jacob aus dem Jahr 1982 aufgelistet. Eventuelle Änderungen und Ergänzungen, insbesondere aus der Zeit nach der Wende, sind nicht berücksichtigt, da für Sachsen aktuell keine neueren allgemein zugänglichen Bodendenkmallisten vorliegen. Die Baudenkmale sind in der Liste der Kulturdenkmale in Göda aufgeführt.
| Denkmal-ID | Fundart             | Ortsteil       | Bezeichnung                          | Zeitstellung           | Lage                                                                | Bemerkungen                                                                                             | Bild |
| ---------- | ------------------- | -------------- | ------------------------------------ | ---------------------- | ------------------------------------------------------------------- | --- | ---- |
| ?          | Befestigung > Burg  | Coblenz        | Wallanlage „Coblenzer Schanze“       | Slawenzeit             | südsüdwestlich des Orts, rechtes Hochufer des Leutwitzer Bachs      | Ringförmige Befestigung in Spornlage mit Vorwall, Schutz seit 15. April 1935, erneuert 1. Dezember 1958 |      |
| ?          | Befestigung > Burg  | Dahren         | Wehranlage „Schanze“                 | Slawenzeit             | südöstlicher Ortsrand, östliche Talkante des Langen Wassers         | Kantenbefestigung durch Sichelwall, Schutz seit 28. Mai 1935, erneuert 1. Dezember 1958                 |      |
| ?          | Befestigung > Burg  | Dobranitz      | Wehranlage „Dobranitzer Schanze“     | Slawenzeit             | ostsüdöstlich des Orts, westliche Talkante des Leutwitzer Bachs     | Kantenbefestigung durch Sichelwall, Schutz seit 28. Juni 1935, erneuert 1. Dezember 1958                |      |
| ?          | besonderer Stein    | Dreikretscham  | Steinkreuz                           | Spätmittelalter        | östlicher Ortsteil, im Winkel der Straße nach Loga und Schmochtitz  | Schwerteinzeichnung, Schutz seit 25. August 1971                                                        |      |
| ?          | Befestigung > Burg  | Göda           | Wehranlage „Schanze“                 | Mittelalter            | südlich des Orts, südlich über dem Langen Wasser                    | Ovaler Ringwall, Schutz seit 8. Oktober 1935, erneuert 1. Dezember 1958                                 |      |
| ?          | besonderer Stein    | Göda           | Steinkreuz                           | Spätmittelalter        | östlicher Ortsteil, Nordseite des Wegdreiecks mit dem Spritzenhaus  | Schwerteinzeichnung(?), Schutz seit 15. Juli 1971                                                       |      |
| ?          | Grabmal > Grabhügel | Großseitschen  | Gruppe von mindestens 5 Hügelgräbern | Bronzezeit, Slawenzeit | südsüdwestlich des Orts im Waldstück Seitschener Hay                | |      |
| ?          | besonderer Stein    | Großseitschen  | Steinkreuz                           | Neuzeit                | südlich des Orts, westlich an der Straße zum Bahnhof                | Denkmal an einen Unfall, Initialen und Jahreszahl 1903 eingezeichnet                                    |      |
| ?          | Befestigung > Burg  | Großseitschen  | Wasserburg                           | Mittelalter            | im Ort, nördlicher Gutsbereich                                      | überbaut, Graben oberflächlich eingeebnet, Schutz seit 10. November 1970                                |      |
| ?          | Befestigung > Burg  | Kleinförstchen | Wasserburg „Die Insel“               | Mittelalter            | westlicher Ortsrand, nordwestlich des Guts                          | Turmhügel und Graben teilweise überbaut, Schutz seit 7. Juli 1936, erneuert 1. Dezember 1958            |      |
| ?          | Befestigung > Burg  | Kleinseitschen | Wehranlage „Schanze“                 | Slawenzeit             | direkt nordwestlich des Orts, östliches Hochufer des Langen Wassers | Kantenbefestigung durch Sichelwall, Schutz seit 10. August 1936, erneuert 1. Dezember 1958              |      |
| ?          | Befestigung > Burg  | Sollschwitz    | Wasserburg                           | Mittelalter            | westlicher Ortsrand, nordwestlicher Gutsbereich                     | überbaut, Graben eingeebnet, Schutz seit 10. November 1970                                              |      |
| ?          | besonderer Stein    | Sollschwitz    | Grenzstein „Kleiner Bierstein“       | Spätmittelalter        | ostnordöstlich des Orts an der Flurgrenze mit Loga und Strohschütz  | sich verjüngende undekorierte Granitsäule, Schutz seit 13. Juli 1978                                    |      |
| ?          | Befestigung > Burg  | Spittwitz      | Wehranlage „Schanze“                 | Mittelalter            | südwestlich des Orts, nördliches Hochufer des Silberwassers         | Schutz seit 26. November 1941, erneuert 1. Februar 1959                                                 |      |